# Salix kichiana
Salix kichiana är en videväxtart som beskrevs av Ernst Rudolf von Trautvetter. Salix kichiana ingår i släktet viden, och familjen videväxter. Inga underarter finns listade i Catalogue of Life.